# 5S (Methodik)

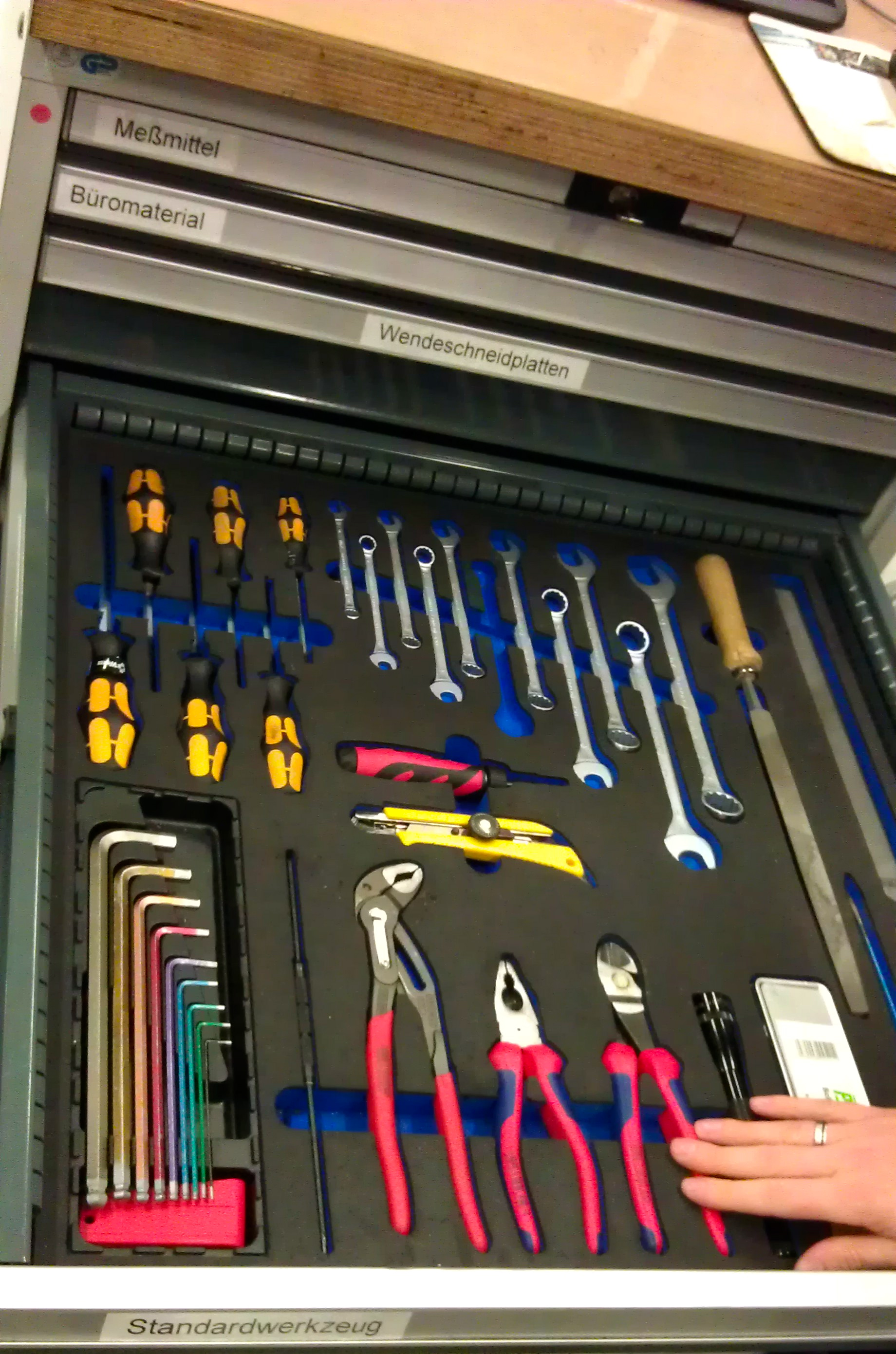
Werkzeugschublade an einem 5S-Arbeitsplatz

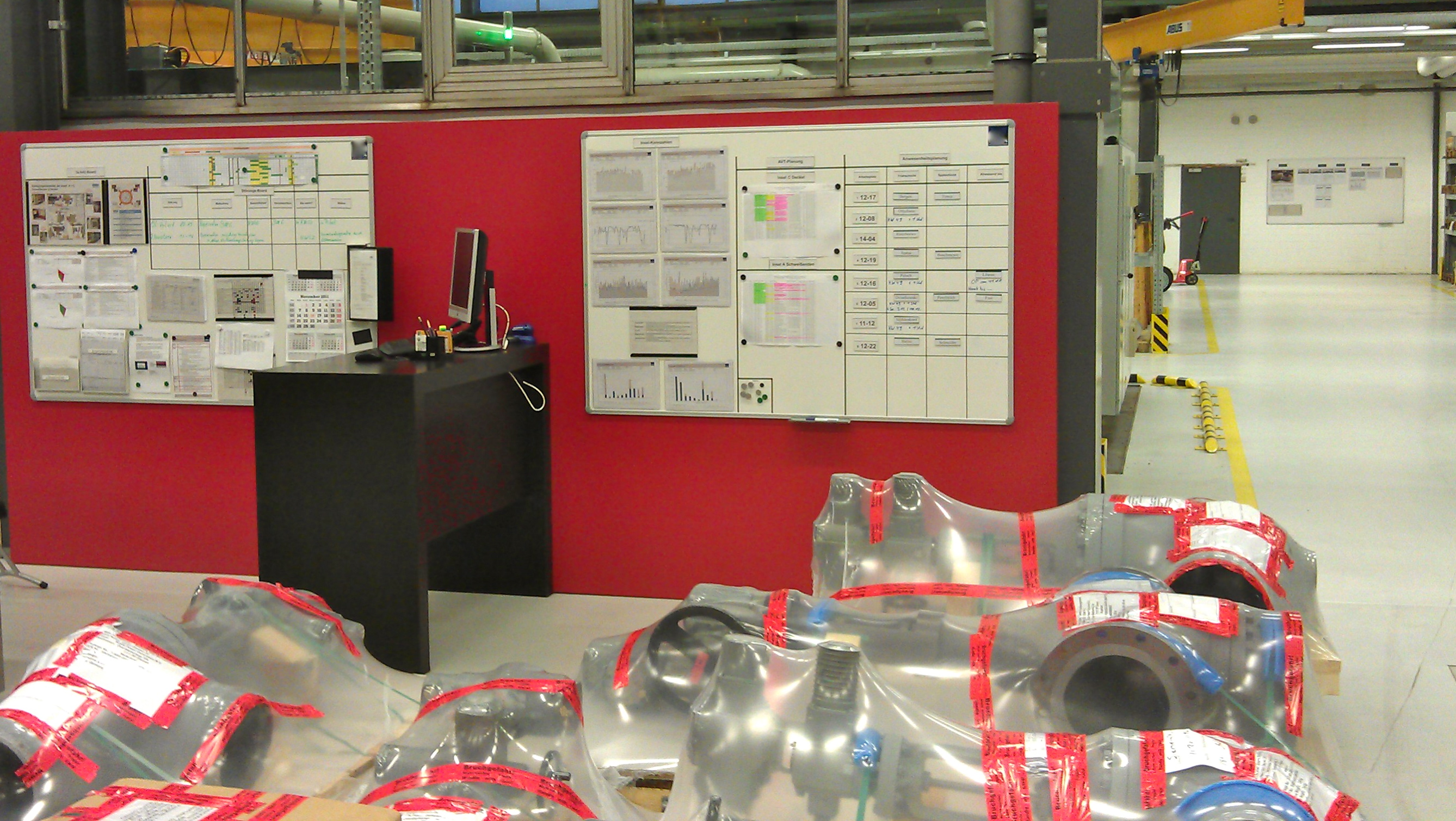
Besprechungsecke in einer 5S-organisierten Fabrik

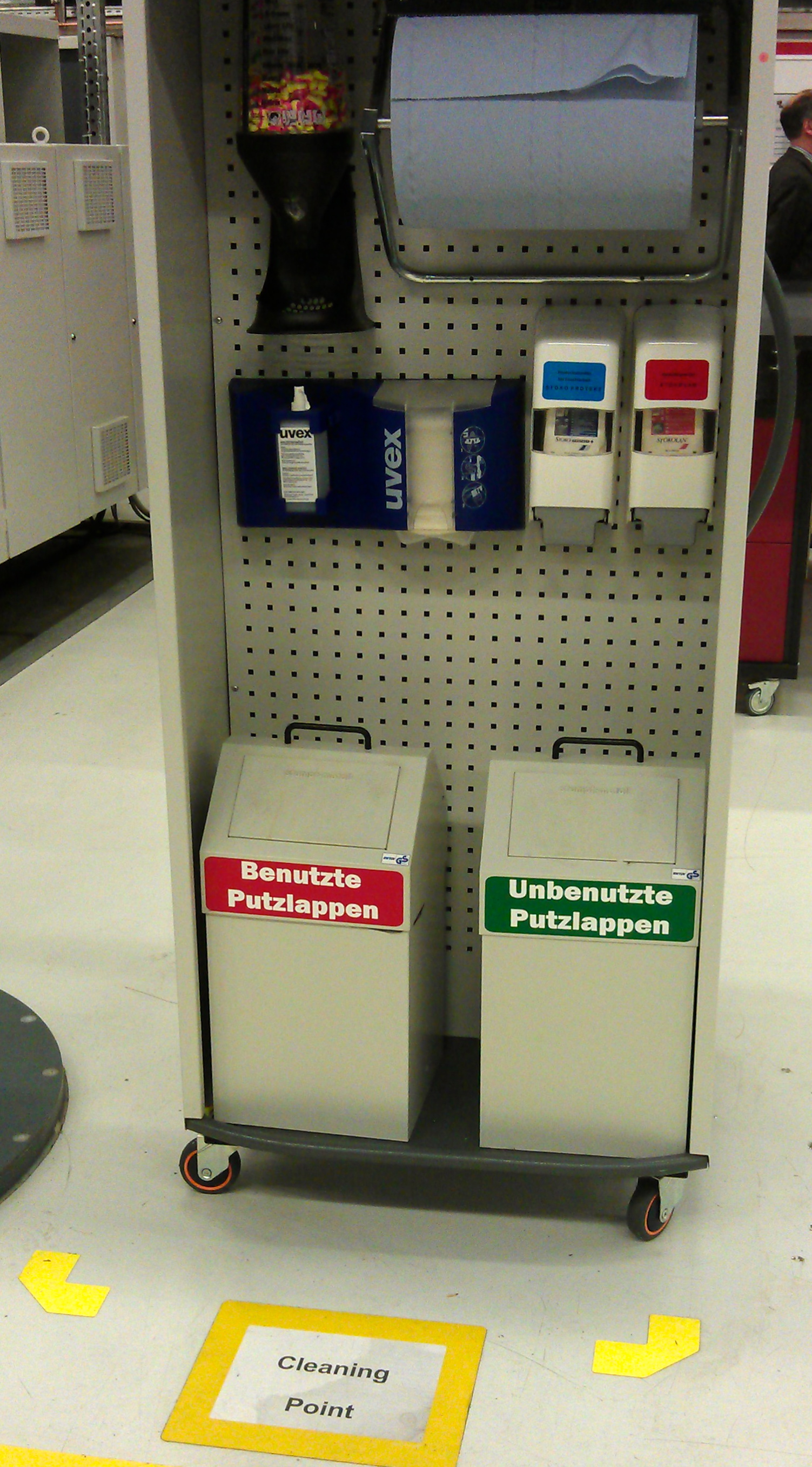
Cleaning-Points

Die 5S-Arbeitsgestaltung, im deutschen Sprachraum auch 5A genannt, ist eine hauptsächlich in der Produktionsindustrie und zunehmend bei Dienstleistungen angewandte Methodik, wobei der Begriff für exakt definierte Maßnahmen steht. Es ist eine Idee aus dem japanischen Toyota-Produktionssystem. 5S dient als Instrument, um Arbeitsplätze und ihr Umfeld sicher, sauber und übersichtlich zu gestalten. Ordnung und Sauberkeit sind Grundvoraussetzungen zur Verbesserung der Arbeitsprozesse, welche an ihnen ablaufen. Man geht davon aus, dass dadurch auch das Risiko von Arbeitsunfällen sinkt.
Ziel eines 5S-Programmes ist es, die Arbeitsplätze so zu gestalten, dass die Arbeit störungsfrei ablaufen kann, Suchen ebenso wie lange Transportwege und Wartezeiten vermieden werden und dadurch verschwendungsfrei gearbeitet werden kann. Ein sauberes und ordentliches Arbeitsumfeld gilt zudem als Grundlage für Qualitätsarbeit.
Als methodisches Werkzeug kann 5S in allen Bereichen einer Organisation angewendet werden, sowohl in der Produktion als auch in Dienstleistung und Verwaltung bis hin zur Datenablage und IT. Die direkte Einbeziehung der betroffenen Mitarbeiter (Mitarbeiterpartizipation) erleichtert das Auffinden von Schwachstellen und das Umsetzen von Verbesserungen. Ein wesentliches Prinzip der Methode ist, die entwickelten Standards an den Arbeitsplätzen sichtbar zu machen. So können Abweichungen auch von Außenstehenden und Vorgesetzten schneller erkannt werden.
Im Deutschen bemüht man sich zumeist um Übersetzungen, die den Anfangsbuchstaben „S“ der ursprünglichen japanischen Bezeichnungen beibehalten. Es sind verschiedene Versionen im Umlauf. 
Die „5S“ kann man ins Deutsche übertragen mit:
Seiri
Sortiere aus. Alles was für die Arbeit an diesem Platz nicht benötigt wird, wird aussortiert.
Seiton
Stelle ordentlich hin. Was tatsächlich gebraucht wird, bekommt einen unter ergonomischen Gesichtspunkten ausgesuchten, definierten und gekennzeichneten festen Platz.
Seiso
Säubere. Jeder reinigt seinen Arbeitsplatz und seine Arbeitsutensilien selbst. Dabei werden Mängel erkannt, markiert und stetig abgearbeitet. Die Reinigung dient dem Prüfen.
Seiketsu
Standardisiere. Das bedeutet Verwendung von einheitlichen Kennzeichnungen, Beschriftungen und Markierungen am gesamten Arbeitsplatz zu jeder Zeit. Stetiges Aufräumen verhindert, dass neue Gegenstände ungeplanten Zugang zum Arbeitsplatz finden.
Shitsuke
Selbstdisziplin und ständige Verbesserung (Kaizen). Damit Ordnung und Sauberkeit aufrechterhalten werden, ist Disziplin erforderlich. Ist eine Stellfläche für ein Werkzeug definiert, gehört es auch immer dahin. Es werden regelmäßige Kontrollen durchgeführt und Abweichungen notiert. Festgestellte Abweichungen müssen beseitigt werden.

## 5A
Manche Transkriptionen gehen auf das „A“. Deswegen ist das Konzept auch als „5A“ bekannt. Eine Schreibweise der 5A-Methode ist: 
1. Aussortieren
2. Aufräumen (Arbeitsmittel ergonomisch anordnen)
3. Arbeitsplatzsauberkeit
4. Anordnung zur Regel machen
5. Alle Punkte einhalten und verbessern